# Cosmethella
Cosmethella é um gênero de mariposa pertencente à família Crambidae.